# Hannover-Messe

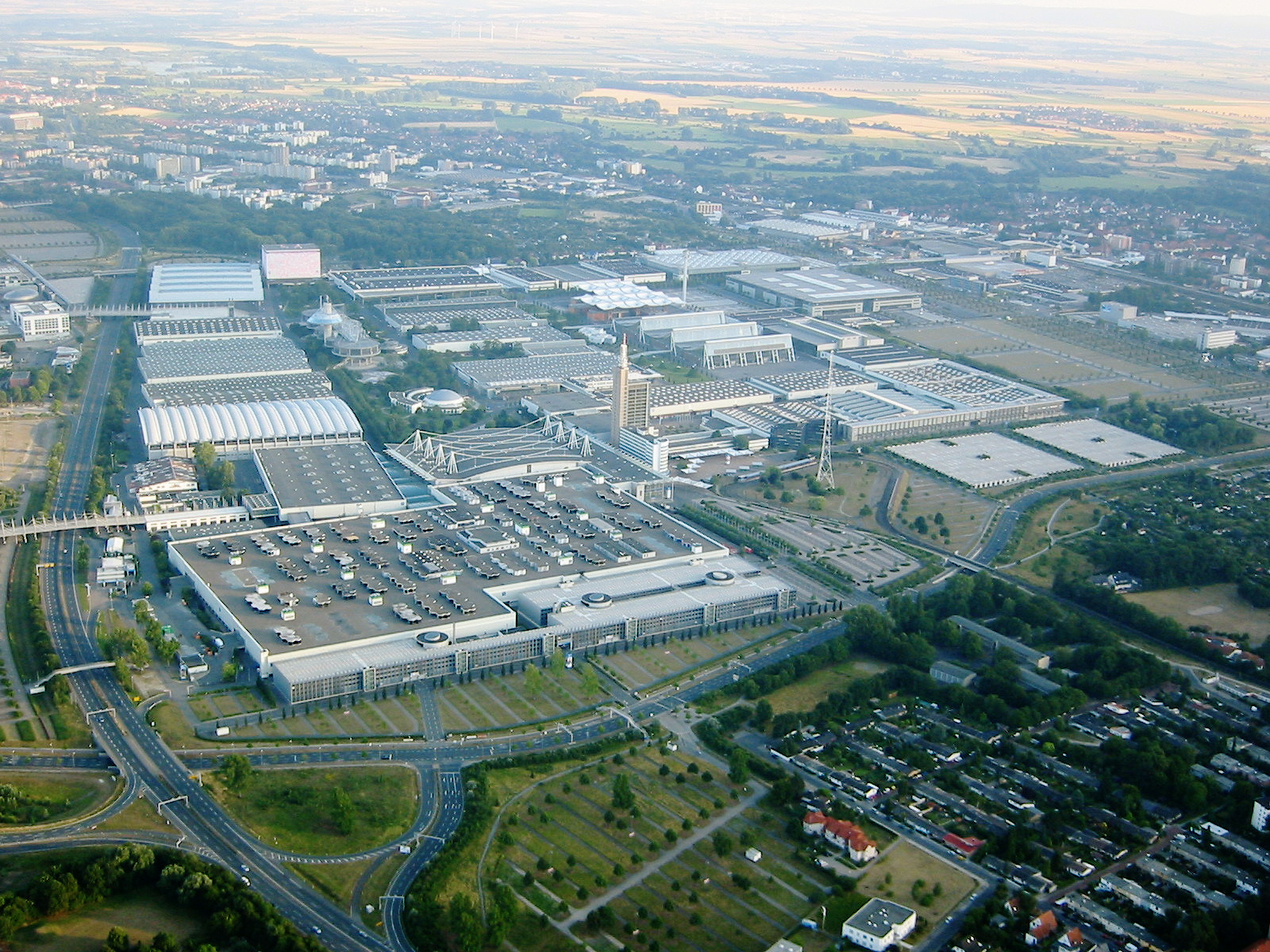
Messegelände, Luftbild aus dem Jahre 2008

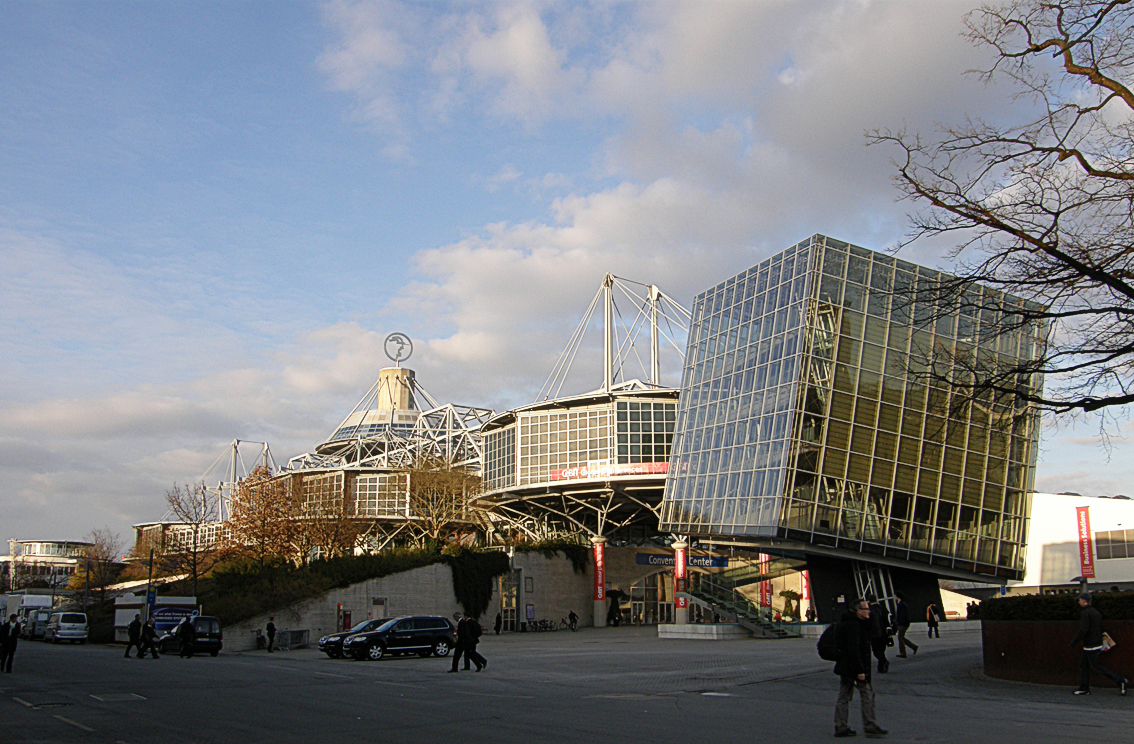
Konferenzgebäude der CeBIT auf dem Messegelände

Die Hannover-Messe (Eigenschreibweise Hannover Messe, bis 1962: Deutsche Industrie-Messe) ist eine Industriemesse mit internationaler Bedeutung. Sie findet jedes Frühjahr in Hannover (Niedersachsen) auf dem Messegelände Hannover statt, dem zweitgrößten Messegelände der Welt.
Trotz Abspaltungen, wie beispielsweise der Light+Building (Frankfurt) und der drupa (Düsseldorf), ist die Hannover-Messe nach wie vor die größte Investitionsgütermesse. 2017 verzeichnete die Hannover-Messe einen Besucherrekord mit 225.000 Besuchern (217.000 im Vergleichsjahr 2015). Davon kamen mehr als 75.000 aus dem Ausland. Die Hauptbesucherländer waren China (9.000), Niederlande (6.200), Indien (5.300) und das Partnerland Polen, das mit 5.000 Besuchern einen neuen Rekord verzeichnete.

## Konzept
Die Hannover-Messe besteht aus unterschiedlichen internationalen Leitmessen, die die gesamte industrielle Wertschöpfungskette widerspiegeln. Einzelne Leitmessen sind im Zweijahres-Rhythmus auf der Messe vertreten, sodass sich das Bild der Hannover-Messe stets wandelt. Die Kernthemen der Hannover-Messe sind:
- Industrieautomation und IT
- Energie- und Umwelttechnologien
- Industrielle Zulieferung
- Produktionstechnologien und Dienstleistungen
- Forschung und Entwicklung

1986 wurde die CeBit von der Hannover-Messe abgespalten. Die größte Messe für Informationstechnik fand bis 2018 jährlich am selben Standort statt.
Veranstalter der Hannover-Messe ist die Deutsche Messe AG.

## Geschichte

### Die Anfänge ab 1947

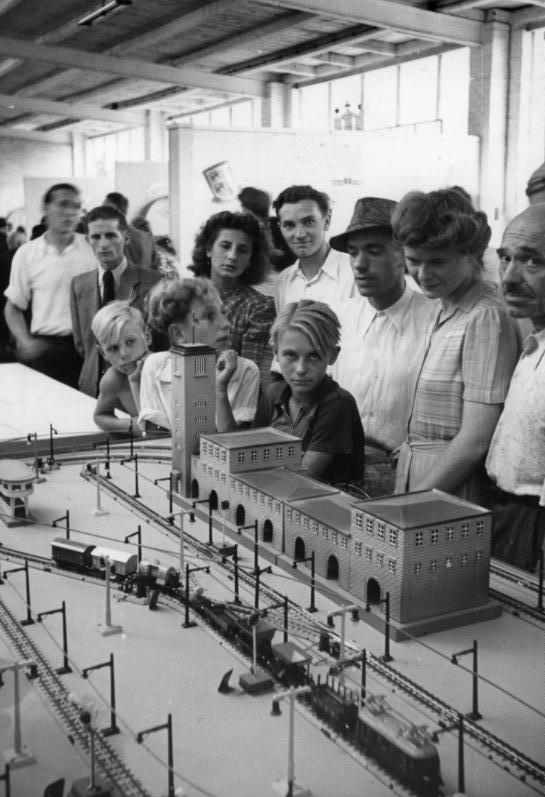
Exportmesse 1947, Märklin-Stand

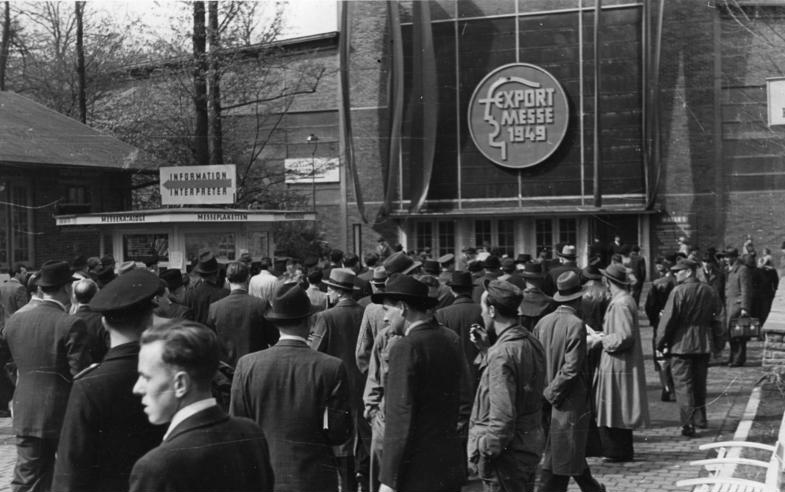
Exportmesse 1949

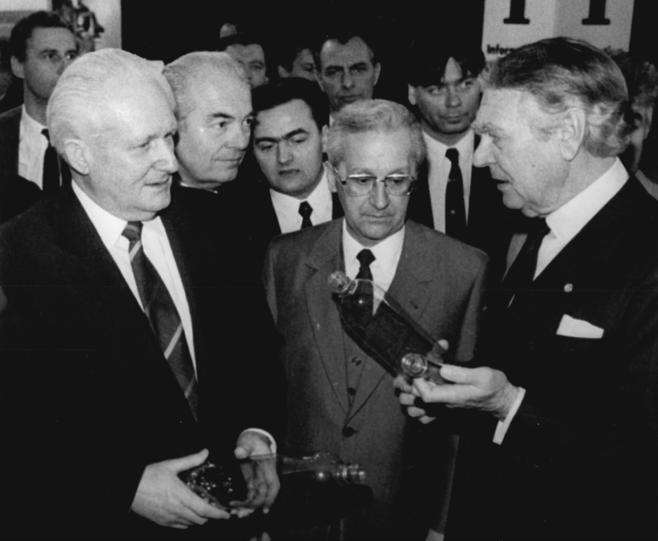
1987: Begutachtung der ersten PET-Flaschen, unter anderem durch Günter Mittag (DDR) und Berthold Beitz (Krupp)

Auf Initiative des niedersächsischen Wirtschaftsministers Alfred Kubel und Gustav Bratke, Oberstadtdirektor von Hannover, wurde 1947 die Deutsche Messe- und Ausstellungs-A. G. Hannover-Laatzen gegründet, welche in Konkurrenz zur Leipziger Messe die erste „Exportmesse 1947 Hannover“ ausrichtete. Auf diese Weise legte man den Grundstein für die internationale Etablierung des Messeplatzes Hannover und den Erfolg der seitdem stattfindenden Hannover-Messe.
Allerdings hatte bereits im April 1947 Brian Robertson, der Militärgouverneur der britischen Zone, eine Direktive zur Ausrichtung der Messe erlassen:

„Vom 18. August bis 7. September 1947 hat eine Exportmesse stattzufinden. Am 18. August um 11 Uhr wird sie eröffnet. Die Deutschen sind dafür verantwortlich, dass die Exportmesse ein Erfolg wird.“

Die Messe sollte den wirtschaftlichen Wiederaufbau ankurbeln. Der Vorsitzende des Wirtschaftsrates der Bizone, Erich Köhler, gab dieser Hoffnung Ausdruck:

„So möge denn diese Exportausstellung ein Zeugnis deutschen wirtschaftlichen Könnens und Wollens sein. Ein wichtiger Schritt vorwärts sowie der Eingliederung der deutschen Wirtschaft in die Weltwirtschaft.“

Da während der Messe Fischbrötchen ohne Lebensmittelmarken verkauft wurden, sprachen die Hannoveraner von einer Fischbrötchenmesse. Dieser Name hat sich teilweise bis heute erhalten.
1949 wurde auf der Messe der Pkw Wendax Aero WS 700 vorgestellt.
Seit 1950 gab es auf der Hannover-Messe einen Bereich „Büroindustrie“. Dieser bekam 1970 eine eigene Halle, die durch den Architekten Ernst Friedrich Brockmann 1969/1970 errichtete Halle 1 CeBIT (für Centrum für Büro- und Informationstechnik). Dieses Segment wuchs in den folgenden Jahren so stark, dass die CeBIT ab 1986 jährlich als eigenständige Messe einen Monat vor der Hannover-Messe stattfand. Ein letztes Mal fand die CeBIT im Jahr 2018 in Hannover statt. Aufgrund des starken Zustroms von Privatinteressenten, die als Besucher im Messekonzept nicht eingeplant waren, gab es speziell für diese Zielgruppe in den Jahren 1996 und 1998 eine CeBIT Home.
Das Motiv der Hannover-Messe, ein stark stilisierter Hermeskopf, blieb seit der ersten Exportmesse 1947 fast unverändert. Es ziert auch den dort seit 2004 verliehenen Innovationspreis Hermes Award.

### Hannover-Messe 2009
Im Jahr 2009 waren folgende vierzehn Messen Teil der Hannover-Messe:
1. Interkama: Messe für Prozessautomation (verfahrenstechnische Industrie)
2. Factory Automation: Messe für Fertigungsautomation
3. Industrial Building Automation: Messe für Gebäude- und Produktionsautomation
4. Digital Factory: Messe für integrierte Prozesse und IT-Lösungen
5. Subcontracting: Messe für Zulieferer von Werkstoffen, Komponenten und Systemen für Fahrzeug-, Maschinen- und Anlagenbau
6. Energy: Messe für erneuerbare und konventionelle Energieerzeugung, -versorgung, -übertragung und -verteilung
7. Power Plant Technology: Messe für Kraftwerksplanung, -bau, -betrieb und -instandhaltung
8. Pipeline Technology: Messe für Technologie und Systeme der Pipelineindustrie
9. Microtechnology: Messe für angewandte Mikrosystemtechniken und Nanotechnologien
10. Research & Technology: Messe für Forschung und Entwicklung
11. Motion, Drive & Automation (MDA): Messe für Antriebs- und Fluidtechnik
12. Surface Technology mit Powder Coating Europe: Messe für Oberflächentechnik
13. ComVac: Messe für Druckluft- und Vakuumtechnik
14. Wind: Windenenergiemesse.

### Hannover-Messe 2010
Im Jahr 2010 fand die Hannover-Messe vom 19. bis zum 23. April statt, sie vereinte neun Leitmessen an einem Ort:
1. Industrial Automation
2. Energy
3. Power Plant Technology
4. MobiliTec
5. Digital Factory
6. Industrial Supply
7. CoilTechnica
8. MicroNanoTec
9. Research & Technology

### Hannover-Messe 2011
Vom 4. bis 8. April 2011 stellten 6.333 Unternehmen aus 67 Ländern ihre Produkte und Anwendungen auf mehr als 200.000 Quadratmetern Netto-Ausstellungsfläche aus. An den fünf Messetagen kamen 243.670 Besucher (davon 50.247 aus dem Ausland) auf das Messegelände.
Im Jahr 2011 waren folgende dreizehn Messen Teil der Hannover-Messe:
1. Industrial Automation: Messe für Prozessautomation, Fertigungsautomation und Systemlösungen für Produktion und Gebäude
2. Motion, Drive & Automation: Messe für Antriebs- und Fluidtechnik
3. Energy: Messe der erneuerbaren und konventionellen Energieerzeugung, Energieversorgung, -übertragung, -verteilung und -speicherung
4. Power Plant Technology: Internationale Leitmesse für Kraftwerksplanung, -bau, -betrieb und -instandsetzung
5. Wind: Messe der Anlagen, Komponenten und Services für die Windenergie
6. MobiliTec: Messe für hybride und elektrische Antriebstechnologien, mobile Energiespeicher und alternative Mobilitätstechnologien
7. Digital Factory: Messe für integrierte Prozesse und IT-Lösungen
8. ComVac: Messe der Druckluft- und Vakuumtechnik
9. Industrial Supply: Messe für industrielle Zulieferlösungen und Leichtbau
10. CoilTechnica: Messe für die Fertigung von Spulen, Elektromotoren, Generatoren und Transformatoren
11. SurfaceTechnology: Messe der Oberflächentechnik
12. MicroNanoTec: Messe der Mikro- und Nanotechnologie sowie Laser in der Mikromaterialbearbeitung
13. Research & Technology: Messe für Forschung, Entwicklung und Technologietransfer

Die zentralen Themen der Hannover-Messe 2011 waren Industrieautomation, Energietechnologien, Antriebs- und Fluidtechnik, industrielle Zulieferung und Dienstleistungen sowie Zukunftstechnologien. Frankreich war das Partnerland der Hannover-Messe 2011.
Zum Gesamtkonzept der Hannover-Messe gehören Sonderveranstaltungen wie Metropolitan Solutions, TectoYou, Global Business & Markets, Energieeffizienz in industriellen Prozessen, Job & Career Market, Mobile Roboter und Autonome Systeme sowie die Solutions Area Leichtbau. Darüber hinaus ergänzen der Fachkongress WoMenPower und der Hermes Award das Rahmenprogramm der Hannover-Messe.

### Hannover-Messe 2012
Im Jahr 2012 fand die Hannover-Messe vom 23. bis zum 27. April statt, sie vereinte acht Leitmessen an einem Ort:
1. Industrial Automation
2. Energy
3. MobiliTec
4. Digital Factory
5. Industrial Supply
6. CoilTechnica
7. IndustrialGreenTec
8. Research & Technology

Im Rahmen der Hannover-Messe fand am 24. April 2012 auch der 9. Niedersächsische Außenwirtschaftstag mit dem Schwerpunktthema ASEAN statt. Höhepunkt der Veranstaltung war die Verleihung des 3. Niedersächsischen Außenwirtschaftspreises durch Wirtschaftsminister Jörg Bode. Ausrichter war NGlobal, die niedersächsische Landesgesellschaft zur Außenwirtschaftsförderung.

### Hannover-Messe 2013
2013 fand die Hannover-Messe vom 8. bis zum 12. April statt. Gastland war Russland. Bei der Eröffnung der Messe durch Wladimir Putin und Angela Merkel kam es zu Protesten gegen „russische Demokratieblockaden“. 2013 wurden elf Leitmessen an einem Ort vereint:
1. Industrial Automation
2. Motion, Drive & Automation
3. Energy
4. Wind
5. MobiliTec
6. Digital Factory
7. ComVac
8. Industrial Supply
9. SurfaceTechnology
10. IndustrialGreenTec
11. Research & Technology

### Hannover-Messe 2014

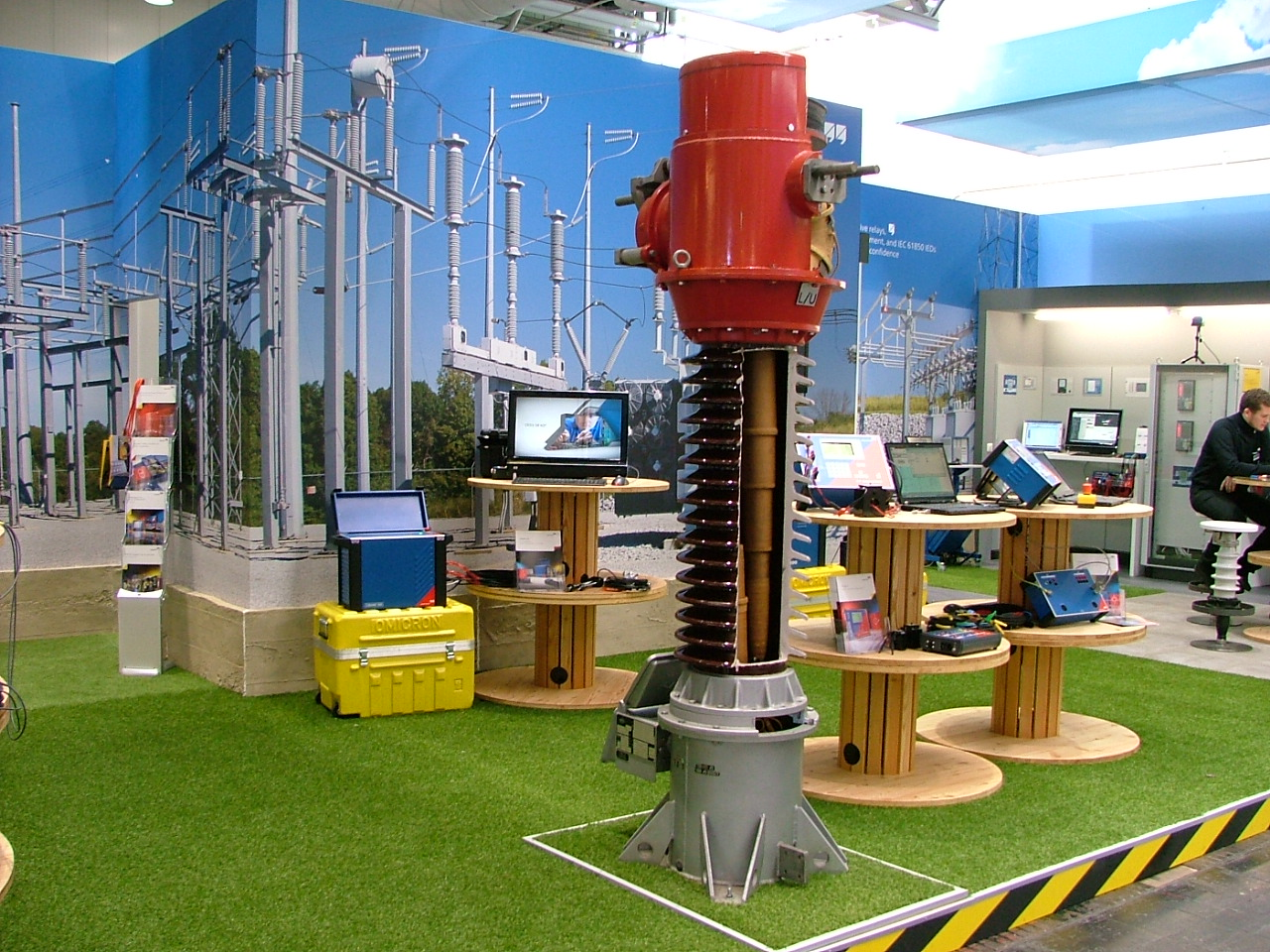
Omicron-Messestand auf der Hannover-Messe 2014

Im Jahr 2014 fand die Hannover-Messe vom 7. bis zum 11. April statt. Gastland waren die Niederlande. Der niederländische Ministerpräsident Mark Rutte eröffnete gemeinsam mit Bundeskanzlerin Angela Merkel die Messe.
Folgende sieben Leitmessen waren Teil der Hannover-Messe:
1. Industrial Automation: Messe für Fertigungs- und Prozessautomation, Systemlösungen und Industrial IT
2. Digital Factory: Messe für integrierte Prozesse und IT-Lösungen
3. Energy: Messe der erneuerbaren und konventionellen Energieerzeugung, Energieversorgung, -übertragung, -verteilung und -speicherung
4. IndustrialGreenTec: Messe für Umwelttechnologien
5. Industrial Supply: Messe für industrielle Zulieferlösungen und Leichtbau
6. Research & Technology: Messe für Forschung, Entwicklung und Technologietransfer
7. MobiliTec: Messe für hybride & elektrische Antriebstechnologien, mobile Energiespeicher und alternative Mobilitätstechnologien

Insgesamt stellten 4790 Aussteller ihre Produkte und Anwendungen auf 178.129 Quadratmetern Netto-Ausstellungsfläche aus. An den fünf Messetagen kamen 174.139 Besucher, davon 40.749 aus dem Ausland.

### Hannover-Messe 2015
Im Jahr 2015 fand die Hannover-Messe vom 13. bis 17. April statt. Leitthema 2015 war Integrated Industry – Join the Network. Partnerland war Indien.

### Hannover-Messe 2016
Die Messe fand vom 25. bis 29. April 2016 mit dem Leitthema Integrated Industry – Discover Solutions und dem Schwerpunkt Vernetzung und Digitalisierung der Industrie statt. Sie wurde am 24. April von US-Präsident Barack Obama und Bundeskanzlerin Angela Merkel eröffnet.

### Hannover-Messe 2017
Die Messe fand vom 24. bis 28. April 2017 mit dem Leitthema "Integrated Industry – Creating Value statt. Partnerland war Polen. Die Messe wurde am 23. April von Bundeskanzlerin Angela Merkel und Polens Ministerpräsidentin Beata Szydło eröffnet. Das Partnerland Polen präsentierte sich mit insgesamt 200 Unternehmen mit den Hauptthemen Forschung und Startups.
Sie vereint 2017 sieben Leitmessen an einem Ort:
1. Industrial Automation
2. MDA – Motion, Drive & Automation
3. Digital Factory
4. Energy
5. ComVac
6. Industrial Supply
7. Research & Technology

Der diesjährige ROBOTICS AWARD für angewandte Robotiklösungen ging an die fleXstructures GmbH aus Kaiserslautern. Den Preis übergab in diesem Jahr Daniela Behrens, Staatssekretärin im niedersächsischen Ministerium für Wirtschaft, Arbeit und Verkehr, in Vertretung für den Schirmherrn Minister Olaf Lies.

### Hannover-Messe 2018 mit CeMAT und IAMD
Von 2018 an fusioniert die jährliche Industrial Automation (IA) mit der zweijährlichen Motion, Drive & Automation (MDA), beides Leitmessen innerhalb der Messe. Die IA und die MDA treten fortan gemeinsam unter dem neuen Namen „Integrated Automation, Motion & Drives“ (IAMD) an und bilden das gesamte Spektrum der industriellen Automation, Antriebs- und Fluidtechnik auf der Messe ab.
Ab 2018 wird die CeMAT alle zwei Jahre parallel zur Hannover-Messe ausgerichtet.
Die Hannover-Messe 2018 fand vom 23. bis 27. April 2018 statt. Das Partnerland war Mexiko.
Die CeMAT existiert so nicht mehr, sie wurde als Ausstellungsbereich Logistics in die Hannover Messe integriert.

### Hannover-Messe 2019

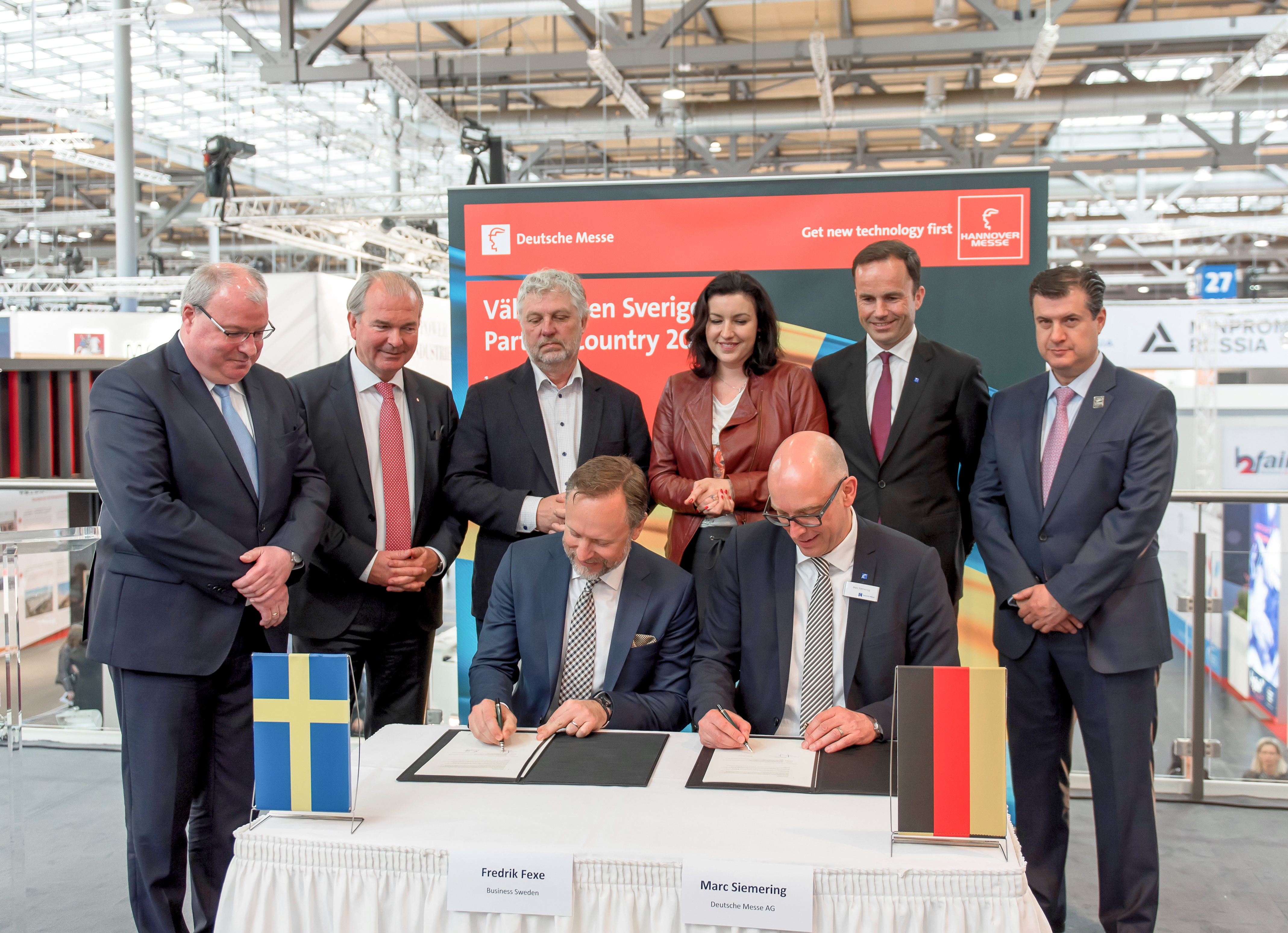
Unterzeichnung des Partnerlandvertrags mit Schweden auf der Hannover-Messe 2018

Die Hannover-Messe 2019 fand vom 1. bis 5. April 2019 statt.
Schweden war das offizielle Partnerland der Hannover-Messe 2019. Der Partnerlandvertrag wurde auf der Hannover-Messe 2018 von Fredrik Fexe (Executive Vice President der Durchführungsagentur Business Sweden), sowie von Marc Siemering (Senior Vice President der Deutschen Messe AG) unterzeichnet.

### Hannover-Messe 2020
Wegen der weltweiten COVID-19-Pandemie fand die Messe 2020, zum ersten Mal in ihrer 73-jährigen Geschichte, nicht statt. Zuvor war der ursprüngliche Termin (20. bis 24. April) bereits auf den 13. bis 17. Juli 2020 verschoben worden.

### Hannover-Messe 2021
Im Jahr 2021 wurde die Messe vom 12. bis 16. April komplett online abgehalten. Als Gastland wurde Indonesien ausgewählt. Mehr als 1800 Aussteller, darunter 600 Unternehmen aus Deutschland und 500 erstmals teilnehmende Firmen, stellten in Livestreams und Videos circa 7000 Produkte und fast 400 Forschungs- und Entwicklungsprojekte vor. Als Schwerpunkte galten die Themen Künstliche Intelligenz und Maschinelles Lernen, Robotik, Industrie 4.0, klimaneutrale Produktion und Elektromobilität. Als Teilnehmer waren u. a. Bundeskanzlerin Angela Merkel und Bundeswirtschaftsminister Peter Altmaier, Indonesiens Präsident Joko Widodo sowie die Branchenvertreter Herbert Diess (VW), Roland Busch (Siemens), Siegfried Russwurm (BDI) und der IT-Unternehmer Jewgeni Kasperski eingeladen.

### Hannover-Messe 2022
Die Messe fand vom 30. Mai bis zum 2. Juni 2022 als „hybride Messe“ mit Messeständen vor Ort und digitalen Formaten statt.

### Hannover-Messe 2023
Die Messe fand vom 17. April bis zum 21. April 2023 statt; als Partnerland präsentierte sich Indonesien mit mehr als 150 Ausstellern. Zu den Top-Themen erklärte die Messeleitung: CO2-neutrale Produktion, Energiemanagement, Industrie 4.0, KI & Maschinelles Lernen, Wasserstoff & Brennstoffzellen. Mehr als 300 Start-up-Unternehmen stellten sich auf der Messe vor. In seiner Eröffnungsrede, unter Anwesenheit des indonesischen Präsidenten Joko Widodo, warb Bundeskanzler Olaf Scholz um weniger Abhängigkeit von der Volksrepublik China. Den asiatischen Ländern komme eine zentrale Rolle in den aktuellen geopolitischen und ökonomischen Debatten zu.

### Hannover-Messe 2024
Die Messe fand vom 22. bis 26. April 2024 statt. Nach Veranstalterangaben waren 4000 Unternehmen präsent. Im Mittelpunkt standen Künstliche Intelligenz, klimaschonende Produktion, Lösungen für die Energiewende und das Thema Wasserstoff als Energieträger. Partnerland der Messe war 2024 Norwegen. Bundeskanzler Olaf Scholz eröffnete die Messe am 21. April 2024 gemeinsam mit dem norwegischen Ministerpräsidenten Jonas Gahr Støre. Die Messe hatte wie im Vorjahr etwa 130.000 Besucher.

### Hannover-Messe 2025
Die Messe fand vom 31. März bis 4. April 2025 statt. Nach Veranstalterangaben gab es mehr als 4.000 Aussteller aus 60 Ländern und rund 123.000 Besucher. Im Mittelpunkt stand als Topthema Künstliche Intelligenz in der Industrie. Partnerland der Messe war Kanada.

### Zukünftige Termine
Die Termine für die zukünftigen Auflagen sind folgende:
- 2026: 20.–24. April
- 2027: 5.–9. April[20]

## Partnerländer
| Jahr | Land                |
| ---- | ------------------- |
| 2005 | Russland            |
| 2006 | Indien              |
| 2007 | Türkei              |
| 2008 | Japan               |
| 2009 | Südkorea            |
| 2010 | Italien             |
| 2011 | Frankreich          |
| 2012 | Volksrepublik China |
| 2013 | Russland            |
| 2014 | Niederlande         |
| 2015 | Indien              |
| 2016 | Vereinigte Staaten  |
| 2017 | Polen               |
| 2018 | Mexiko              |
| 2019 | Schweden            |
| 2020 |                     |
| 2021 | Indonesien          |
| 2022 | Portugal            |
| 2023 | Indonesien          |
| 2024 | Norwegen            |
| 2025 | Kanada              |
| 2026 | Brasilien           |